# Giller Prize
Giller Prize – kanadyjska nagroda literacka ufundowana w 1994 roku przez filantropa Jacka Rabinovitcha, dla upamiętnienia jego zmarłej żony Doris Giller (22 stycznia 1931 - 24 kwietnia 1993) – dziennikarki i krytyka literackiego. W założeniu fundacji wspierali go czołowi pisarze Kanady: Mordecai Richler i Alice Munro.
Od 2005 do fundacji przyłączył się Bank of Nova Scotia (odtąd oficjalna nazwa brzmi: The Scotiabank Giller Prize).
Nagrody przyznawane są za najlepsze opublikowane w Kanadzie powieści, nowele i opowiadania w języku angielskim. Obok nagrody literackiej Gubernatora Generalnego Kanady, uznawana za czołowe wyróżnienie literackie w tym kraju. Laureaci otrzymują nagrody finansowe: nagroda za 1. miejsce - 50 tys. dolarów kanadyjskich, za cztery miejsca pozostałych finalistów - po 2,5 tys. dolarów kanadyjskich.

## Nagrody

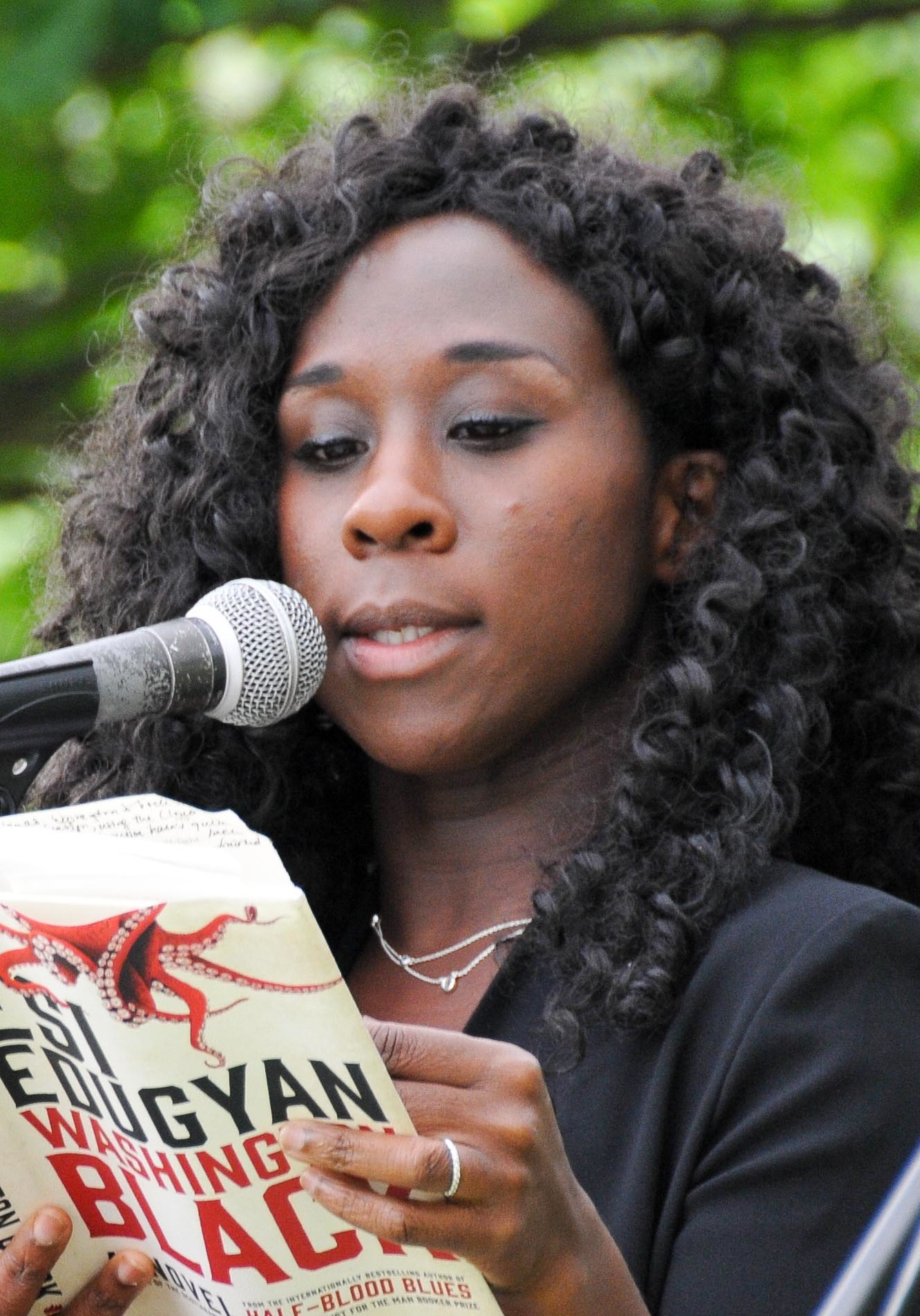
Esi Edugyan, dwukrotna laureatka nagrody

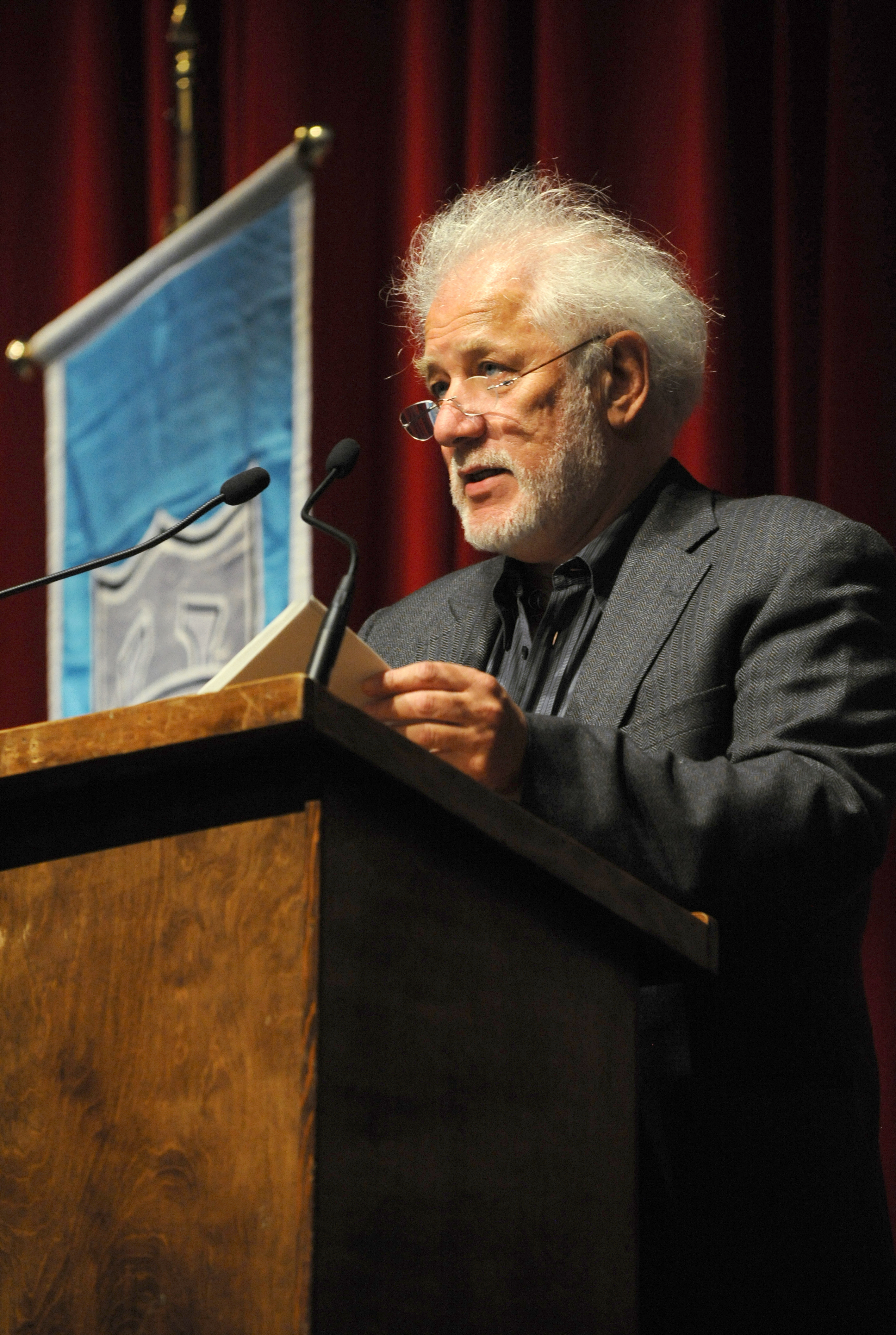
Michael Ondaatje, jeden z laureatów nagrody w 2000 roku

| Rok  | Autor                                             | Nagrodzony tytuł                       |
| ---- | ------------------------------------------------- | -------------------------------------- |
| 1994 | M. G. Vasanji                                     | The Book of Secrets                    |
| 1995 | Rohinton Mistry                                   | A fine balance                         |
| 1996 | Margaret Atwood                                   | Alias Grace                            |
| 1997 | Mordecai Richler                                  | Barney's version                       |
| 1998 | Alice Munro                                       | The love of a good woman               |
| 1999 | Bonnie Burnard                                    | Dobry Dom                              |
| 2000 | (ex aequo) David Adams Richards; Michael Ondaatje | Mercy among the children; Anil's Ghost |
| 2001 | Richard B. Wright                                 | Clara Callan                           |
| 2002 | Austin Clarke                                     | Polished hoe                           |
| 2003 | M.G. Vasanji                                      | The in-between world of Vikram Lall    |
| 2004 | Alice Munro                                       | Runaway                                |
| 2005 | David Bergen                                      | The time in between                    |
| 2006 | Vincent Lam                                       | Bloodletting & miraculous cures        |
| 2007 | Elizabeth Hay                                     | Late nights on air                     |
| 2008 | Joseph Boyden                                     | Through black spruce                   |
| 2009 | Linden McIntyre                                   | The Bishop's man                       |
| 2010 | Johanna Skibsrud                                  | The Sentymentalists                    |
| 2011 | Esi Edugyan                                       | Half-Blood Blues                       |
| 2012 | Will Ferguson                                     | Wielki przekręt                        |
| 2013 | Lynn Coady                                        | Hellgoing                              |
| 2014 | Sean Michaels                                     | Us Conductors                          |
| 2015 | André Alexis                                      | Fifteen Dogs                           |
| 2016 | Madeleine Thien                                   | Do Not Say We Have Nothing             |
| 2017 | Michael Redhill                                   | Bellevue Square                        |
| 2018 | Esi Edugyan                                       | Washington Black                       |
| 2019 | Ian Williams                                      | Reproduction                           |
| 2020 | Souvankham Thammavongsa                           | How to Pronounce Knife                 |
| 2021 | Omar El Akkad                                     | What Strange Paradise                  |
| 2022 | Suzette Mayr                                      | The Sleeping Car Porter                |